# Aelia Eudoksja
Elia Eudoksja, Aelia Eudoxia (zm. 6 października 404) – cesarzowa bizantyńska jako żona Arkadiusza. 

## Życiorys
Urodziła się jako córka Flawiusza Bauto, zromanizowanego Franka i naczelnika wojsk rzymskich (magister militum). W 385 jej ojciec został mianowany konsulem, drugim konsulem został zaś Arkadiusz, cesarski syn. Bauto zmarł w 388, a Eudoksja zamieszkała w Konstantynopolu w domu Promotusa – innego magister militum. Promotus był prawdopodobnie przyjacielem jej zmarłego ojca lub też jego rywalem politycznym, zmarł w 391. Promotusa przeżyła jego żona – Marsa i dwaj synowie, którzy w dzieciństwie wychowywali się razem z dwoma cesarskimi synami Arkadiuszem i Honoriuszem. 
17 stycznia 395 zmarł w Mediolanie cesarz rzymski – Teodozjusz I Wielki, i jego starszy syn Arkadiusz został władcą wschodniej części cesarstwa, a młodszy Honoriusz – zachodniej części. Opiekunem Arkadiusza został Rufinus, prefekt pretorium Wschodu, i planował ożenić cesarza ze swoją córką. Przeciwnicy Rufinusa na dworze cesarskim, w tym eunuch Eutropiusz, zaaranżowali małżeństwo Arkadiusza z Eudoksją. Ślub odbył się 27 kwietnia 395, w tajemnicy przed Rufinusem. Pan młody miał wtedy 18 lat, a panna młoda musiała być już w odpowiednim wieku do małżeństwa. Według Zosimosa odznaczała się wielką urodą. 
Według Ammianusa Marcellinusa Eudokia i Arkadiusz mieli pięcioro dzieci:
- Flacyllę (ur. 17 czerwca 397 i zm. przed 408),
- Pulcherię (ur. 19 stycznia 399 – zm. 453), żony Marcjana,
- Arkadię (ur. 3 kwietnia 400 – zm. 444),
- Teodozjusza II (ur. 10 kwietnia 401 – zm. 28 lipca 450),
- Marynę (ur. 12 lutego 403 – zm. 449).

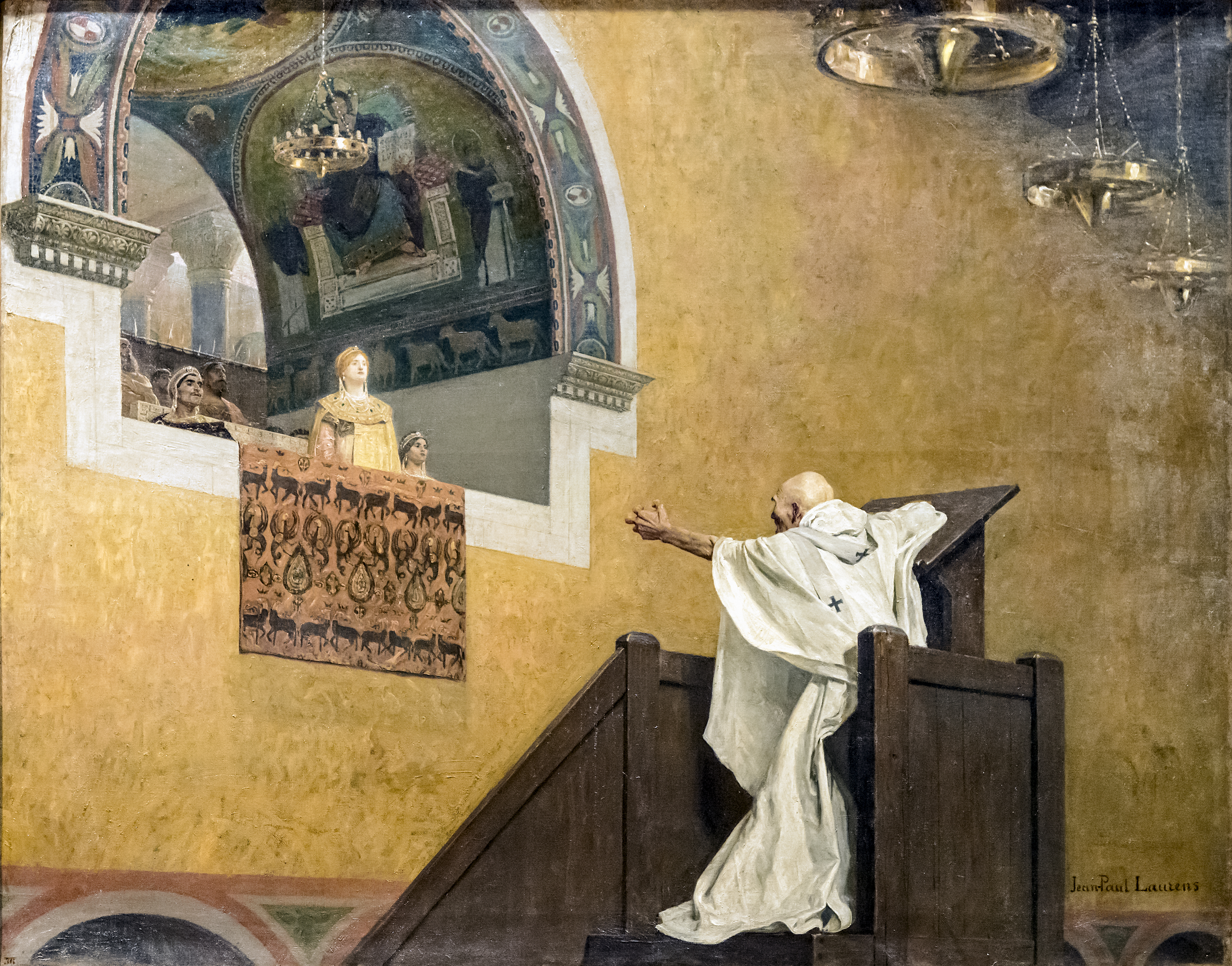
Spór Jana Chrysostoma z Elią Eudoksją (mal. Jean-Paul Laurens, 1893)

W 399 doprowadziła w wyniku intryg najpierw do wygnania Eutropiusza na Cypr, a później w tym samym roku do ścięcia. Usunięcie wpływowego eunucha, patrycjusza i konsula, wzmocniło pozycję cesarzowej na dworze. 9 stycznia 400 Eudoksja otrzymała tytuł Augusty. Wywierała ogromny wpływ na rządy męża. Ku jej czci stawiano kolumny. Między innymi Symplicjusz, prefekt Konstantynopola, nakazał wystawić w mieście, w pobliżu kościoła Hagia Sophia, porfirową kolumnę ze srebrnym posągiem Eudoksji na szczycie. Stało się to powodem konfliktu z Janem Chryzostomem, który w ostrych kazaniach ganił uroczystości związane z postawieniem monumentu. Powstały spór doprowadził do ponownego usunięcia stołecznego biskupa z urzędu i wygnania z miasta 20 czerwca 404. Na cześć cesarzowej również przemianowano miasto Selymbria na Eudoxiopolis.
Zmarła w 6 października 404 roku w wyniku powikłań po poronieniu.